# Крајински корпус ЈВуО
Крајински корпус (Горски штаб 67) је основан 1942. године у Источној Србији чији је командант био Велимир Пилетић. Корпус је бројао око 5.000 бораца, а састајао се од 5 бригада: Поречка, Кључка, Брзопаланачка, Голубачка и Звишка бригада. Крајински корпус је водио многобројне борбе против Немаца, љотићеваца, Бугара, недићеваца и партизана, решавајући их у многим случајима у своју корист.

## Формирање
Крајински четнички корпус је настао из Крајинског четничког одреда 1942. у Источној Србији, бројао је око 5.000 бораца и састојао се из 5 бригада, командант је био пуковник Велимир Пилетић, који је такође био командант Источне Србије. Крајински корпус се распао 1944. године када је Велимир Пилетић отишао у Румунију да понуди савезништво совјетској Црвеној армији, али га Совјети хапсе заједно са његовим пратиоцима, корпус се распао а пуковник Пилетић је најпре био у совјетском заробљеништву па после рата одлази у Паризу у емиграцији.

## Дејства
Крајински корпус се борио у Источној србији у борби против недићеваца, љотићеваца, Немаца и Бугара на Млави, јер су Немци и њихови сарадници напали Млавски четнички корпус, а у тој акцији су деловали поред Крајинског и Млавског корпуса и Тимочки корпус. Учествовали у акцијама по целој Источној Србији против окупатора али и против комуниста све до 1944. године када се корпус распао.